# Поровое давление воды
Поровое давление воды (англ. Pore water pressure, сокращённо pwp) — давление грунтовых вод между частицами грунта (порами). Поровое давление воды ниже уровня грунтовых вод измеряется пьезометрами. Распределение вертикального порового давления воды в водоносных горизонтах принимают близким к гидростатическому. Поровое давление получается наибольшим в случае полного насыщения пор водой; при наличии в порах кроме воды защемлённого воздуха поровое давление оказывается ослабленным.
Над уровнем грунтовых вод (УГВ) поровое давление определяется капиллярностью и также называется всасывающим или капилярным или матричным давлением. Давление поровой воды над УГВ измеряется с помощью тензиометров.

## Общие принципы
Давление развивается за счёт:
- Разница высот воды: вода течёт с большей высоты на меньшую и вызывает скоростной напор согласно Закону Бернулли.
- Гидростатическое давление воды: зависит от веса материала выше измеренной точки.
- Осмотическое давление: неоднородное скопление концентраций ионов, которое вызывает силу в частицах воды, когда они притягиваются по законам молекулярного притяжения.
- Давление поглощения: притяжение окружающих частиц почвы друг к другу плёнками адсорбированной воды.
- Матричное всасывание: определяющая черта ненасыщенной почвы, этот термин соответствует давлению, которое сухая почва оказывает на окружающий материал для выравнивания содержания влаги во всём блоке почвы, и определяется как разница между поровым давлением воздуха, {\displaystyle (u_{a})} и поровое давление воды, {\displaystyle (u_{w})}[3].

## Ниже уровня грунтовых вод

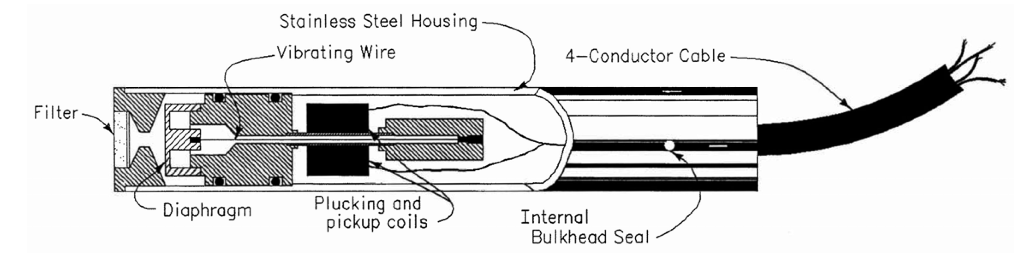
Вибрационный пьезометр. Вибрирующая проволока преобразует давление жидкости в сигналы эквивалентной частоты, которые затем записываются.

Эффект плавучести воды оказывает большое влияние на определённые свойства почвы, такие как эффективное напряжение, присутствующее в любой точке почвенной среды. Рассмотрим произвольную точку на пять метров ниже поверхности земли. В сухом грунте частицы в этой точке испытывают общее напряжение над землёй, равное глубине под землёй (5 метров), умноженной на удельный вес грунта. Однако, когда местная высота уровня грунтовых вод находится в пределах указанных пяти метров, общее напряжение, ощущаемое пятью метрами ниже поверхности, уменьшается на произведение высоты уровня грунтовых вод на площади пяти метров и удельного веса воды, 9,81 кН/м³. Этот параметр называется эффективным напряжением грунта, в основном равным разнице общего напряжения грунта и порового давления воды. Поровое давление воды имеет важное значение для дифференциации общего напряжения почвы от её эффективного напряжения. Правильное представление напряжения в грунте необходимо для точных полевых расчётов в различных инженерных профессиях.

### Уравнение для расчёта
При отсутствии течения поровое давление на глубине hw ниже поверхности воды равно:
{\displaystyle p_{s}=g_{w}h_{w}},
где:
- ps — поровое давление насыщенной воды (кПа),
- gw — удельный вес воды (кН/м³),

{\displaystyle g_{w}=9.81kN/m^{3}} (62,43 фунта/фут³),
- hw — глубина ниже уровня грунтовых вод (м).

### Методы измерения и стандарты
Стандартный метод измерения порового давления воды ниже уровня грунтовых вод использует пьезометр, который измеряет высоту, на которую столб жидкости поднимается против силы тяжести; то есть статическое давление (или пьезометрический напор) грунтовых вод на определённой глубине. Пьезометры часто используют электронные датчики давления для предоставления данных. У Бюро мелиорации США есть стандарт для контроля давления воды в массиве горных пород с помощью пьезометров. Он содержит ASTM D4750, «Стандартный метод испытаний для определения уровней подповерхностной жидкости в скважине или контрольной скважине (наблюдательной скважине)».

## Над уровнем грунтовых вод

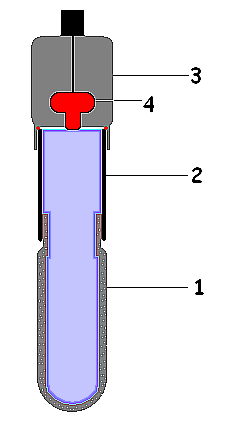
Электронный датчик тензиометра: 1 — пористая чашка; 2 — заполненная водой трубка; 3 — сенсор-головка; (4) датчик давления

В любой точке выше уровня грунтовых вод, в зоне аэрации, эффективное напряжение приблизительно равно общему напряжению, что подтверждается принципом Терцаги. На самом деле эффективное напряжение больше, чем общее напряжение, поскольку поровое давление воды в этих частично насыщенных грунтах фактически отрицательное. В первую очередь это связано с поверхностным натяжением поровой воды в пустотах по всей зоне аэрации, вызывающим всасывающий эффект на окружающие частицы, то есть всасывание матрикса. Это капиллярное действие представляет собой «движение воды вверх через зону аэрации». Повышенная инфильтрация воды, например, вызванная проливными дождями, приводит к уменьшению всасывания матрикса в соответствии с зависимостью, описываемой характеристической кривой почвенной воды (SWCC), что приводит к снижению прочности почвы на сдвиг и снижению устойчивости склона. Капиллярные эффекты в почве более сложны, чем в свободной воде, из-за случайно связанного пустотного пространства и интерференции частиц, через которые течёт; независимо от этого высота этой зоны капиллярного подъёма, где отрицательное поровое давление воды обычно достигает пика, может быть точно аппроксимирована простым уравнением. Высота капиллярного подъёма обратно пропорциональна диаметру пустотного пространства, контактирующего с водой. Следовательно, чем меньше пустотное пространство, тем выше будет подниматься вода за счёт сил натяжения. Песчаные грунты состоят из более крупного материала с большим количеством пустот и, следовательно, имеют гораздо более мелкую капиллярную зону, чем более связные грунты, такие как глины и илы.

### Уравнение для расчёта

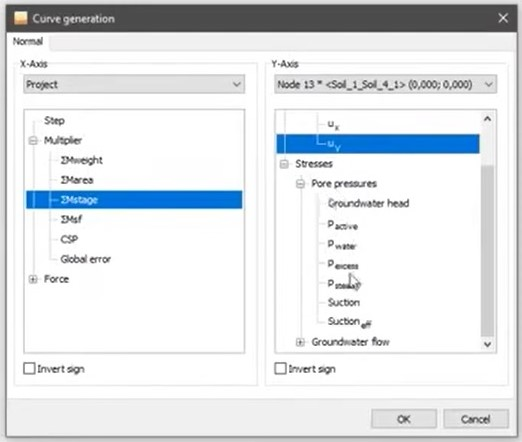
Вывод на экран значений избыточного порового давления из результатов расчёта в PLAXIS.

Если уровень грунтовых вод находится на глубине dw в мелкозернистых грунтах, то поровое давление на поверхности земли равно:
{\displaystyle p_{g}=-g_{w}d_{w}},
где:
- pg — давление ненасыщенной поровой воды (Па) на уровне земли,
- gw — удельный вес воды (кН/м³),

{\displaystyle g_{w}=9.81kN/m^{3}},
- dw — глубина зеркала грунтовых вод (м),

а поровое давление на глубине z под поверхностью равно:
{\displaystyle p_{u}=g_{w}(z-d_{w})},
где:
- pu — давление ненасыщенной поровой воды (Па) в точке z ниже уровня земли,
- zu — глубина ниже уровня земли.

### Методы измерения и стандарты
Тензиометр — это прибор, используемый для определения матричного водного потенциала ({\displaystyle \Psi _{m}}) (напряжение почвенной влаги) в зоне аэрации. Стандарт ISO «Качество почвы. Определение порового давления воды. Метод тензиометра», ISO 11276:1995, «описывает методы определения порового давления воды (точечные измерения) в ненасыщенном и насыщенном грунте с использованием тензиометров. Применяется для измерений на месте в полевых условиях и, например, кернов грунта, используемых в экспериментальных исследованиях». Он определяет поровое давление воды как «сумму матрического и пневматического давления».

#### Матричное давление
Количество работы, которую необходимо совершить, чтобы обратимо и изотермически перенести бесконечно малое количество воды, идентичной по составу почвенной воде, из водоёма на высоте и внешнему давлению газа рассматриваемой точки в почвенную воду в рассматриваемой точке, делённая на объём перевезённой воды.

#### Пневматическое давление
Количество работы, которую необходимо совершить, чтобы обратимо и изотермически перенести бесконечно малое количество воды, идентичной по составу почвенной воде, из бассейна при атмосферном давлении и на высоте рассматриваемой точки в такой же бассейн на высоте внешнее давление газа в рассматриваемой точке, делённое на объём транспортируемой воды.

## Параметр Скемптона B
Параметр Скемптона B (коэффициента порового давления), позволяет оценить распределение напряжений между скелетом грунта и поровой жидкостью.